# Цитадель Шпандау

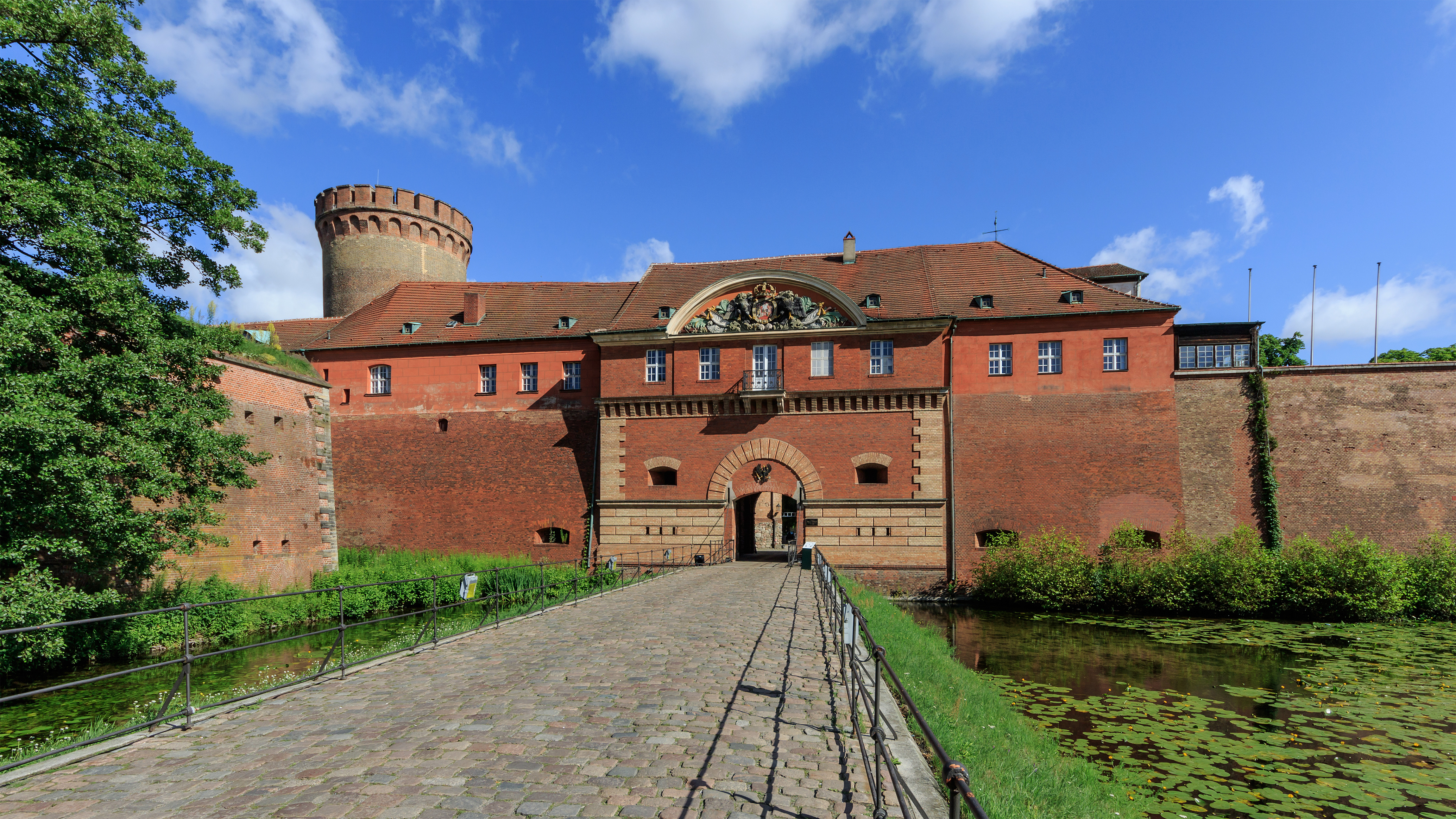
Цитадель Шпандау, ворота

Цитадель Шпа́ндау — одна из самых значительных и наиболее хорошо сохранившихся цитаделей (крепостей) эпохи Возрождения в Европе.
Цитадель расположена в северо-западной части Берлина на берегу реки Хафель и является одной из самых известных достопримечательностей района Берлин-Шпандау.

## Сооружение цитадели

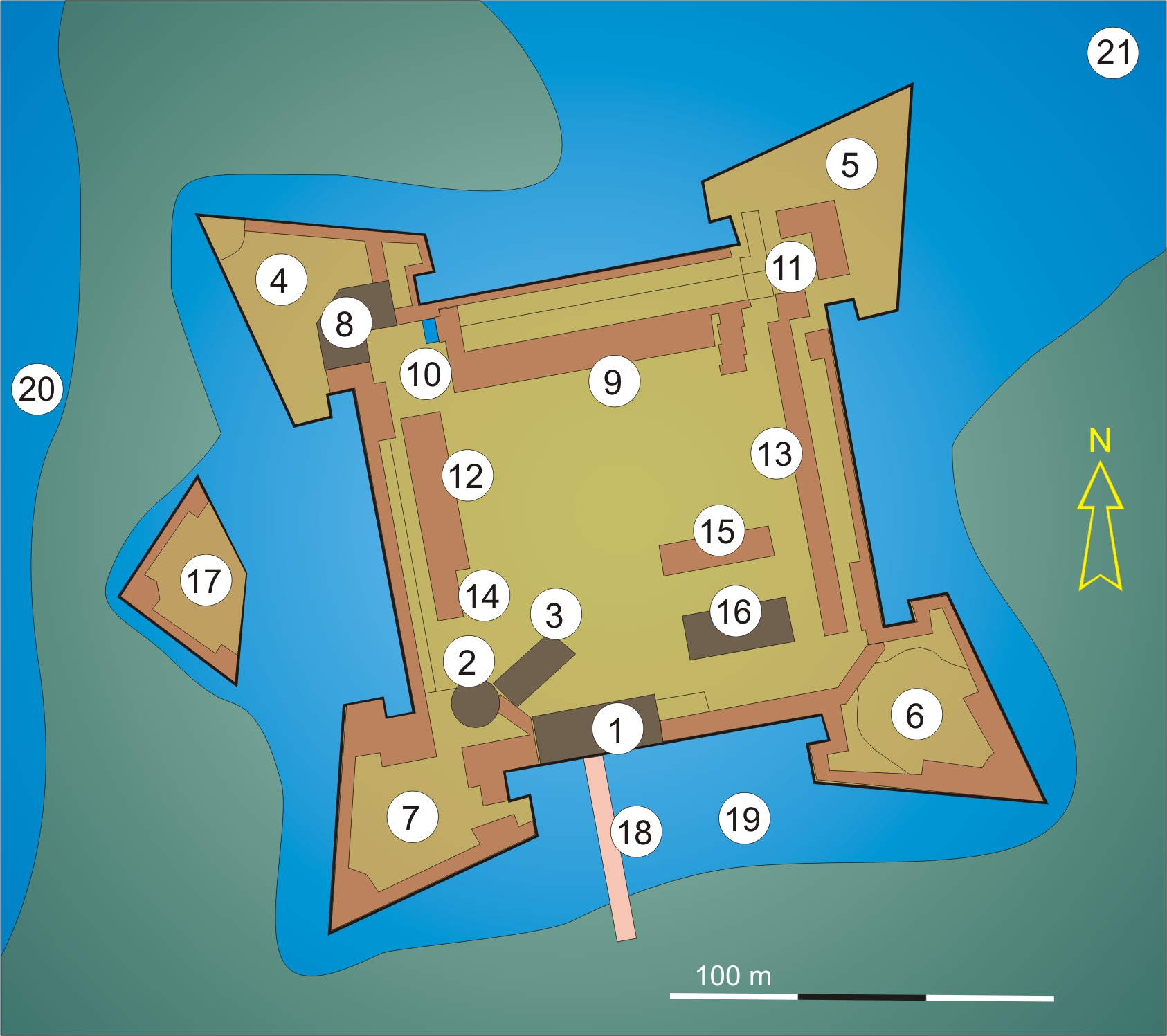
4 Бастион «Кронпринц»
5 Бастион «Бранденбург»
6 Бастион «Кёнигин»
7 Бастион «Кёниг»
8 Башня с пушками
9 бывшая Казарма
10 Водяные ворота

Крепость была построена в Шпандау в период с 1559 по 1594 год на месте средневековой крепости. Помимо цитадели, к комплексу сооружения также относится построенный в 1886 году форт Ханеберг (нем. Hahneberg).
Архитектором цитадели выступил итальянец Франческо Киарамелла де Гандино (Francesco Chiaramella de Gandino), которого в 1578 году сменил другой выходец из Италии Рохус цу Линар (Rochus zu Lynar; Рокко Ди Линари).
С архитектурной точки зрения двенадцатигранная крепость с четырьмя треугольными бастионами и круглой башней Юлиуса (2) является образцом идеально геометричного военного города XVI века.
Четырёхугольник, образованный куртинами цитадели, составляет 208 × 195 м. Бастионы расположены таким образом, что в результате не образуется необозримых углов, в которых смогли бы прятаться нападающие. С внешней стороны крепость окружена водой.

## История
В 1557 году начались подготовительные работы к строительству цитадели на месте средневековой крепости. Строительство крепости длилось с 1560 по 1594 год. В 1620 году была завершена реконструкция насыпных валов. В 1636 году в цитадель переехал со своей военной канцелярией граф Адам цу Шварценберг (Adam zu Schwarzenberg).
В 1675 году перед цитаделью были расположены шведские войска.
В 1691 году произошел взрыв на бастионе «Кронпринц», после чего в 1692 году этот бастион был заново выстроен.
В декабре 1697 года заключённым цитадели стал сначала первый министр Бранденбурга Эбергард Данкельман, а год спустя и генеральный директор бранденбургского военно-морского флота Беньямин Рауле.
В 1806 году Наполеон захватил цитадель. Почти полностью разрушенная, она должна была неоднократно реставрироваться.
В 1812 году Наполеон вновь вошёл в город. В 1813 году произошел взрыв пороха в бастионе «Кёнигин» и в том же самом году французские войска покинули цитадель.
В 1821 году был реставрирован бастион «Кёнигин». Облицовка наружной стены в том виде, в котором она представлена сегодня, была завершена в 1885 году.
Во время Первой мировой войны в крепости было налажено военное производство.
В 1935 году цитадель стала засекреченным объектом: здесь располагалась лаборатория, разрабатывавшая средства химической защиты и отравляющие вещества для армии, в частности, проводились исследования нервно-паралитического газа табун.
В конце апреля 1945 года цитадель была осаждена вошедшими в Берлин советскими войсками. Внутри помимо немецких военных и солдат СС укрывалось и мирное население. Благодаря советским парламентёрам, пришедшими с белым флагом на сложные и опасные переговоры в крепость — майору Василию Гришину и капитану Владимиру Галлу, удалось избежать человеческих жертв и сохранить исторический памятник, и утром 1 мая 1945 года (за день до общей капитуляции Берлина) немецкий гарнизон решил сдаться добровольно. Мемориальная доска мужественным советским офицерам-парламентёрам ныне расположена на левой стене внутри главных ворот крепости. В самом музее есть стенд, посвященный капитуляции и роли советских смельчаков.
События в мае 1945 г. изображены в фильме «Мне было девятнадцать», где герои выведены под другими именами, однако последовательность событий сохранена. Каждый год с 1985 года до своей кончины в 2011 году в возрасте 91 года бывший парламентёр В. С. Галл в майские праздники навещал Германию, встречался с жителями района Берлин-Шпандау, почётным гражданином которого он являлся, выступал перед немецкими школьниками.
В 1945—1948 годах цитадель находилась в управлении Британских оккупационных сил, которые разместили здесь краеведческий музей.
В 1962—1976 годах были проведены реставрационные работы. В 1992 году здесь был открыт Городской исторический музей военного оружия и городской скульптуры.
В феврале 2019 года в цитадели проходили съемки клипа группы Rammstein для видеоклипа на песню Deutschland.